# Sif (personaje)
Sif es una personaje de Marvel Comics, basado vagamente en su homónimo de la mitología nórdica. El personaje se representa comúnmente en asociación con el superhéroe llamado Thor. Basado en la diosa nórdica Sif, fue creada por Stan Lee y Jack Kirby y apareció por primera vez en Journey Into Mystery # 102 (marzo de 1964). Como guerrera asgardiana y amante de Thor, Sif a menudo acompaña a Thor a la batalla. Ella también ha luchado junto a Balder, que ha desarrollado una atracción no correspondida hacia ella, ya que nunca muestra afecto por nadie más que Thor y ciertos individuos que han demostrado ser dignos de manejar su martillo, Mjolnir, como el noble guerrero alienígena Beta Ray Bill y el mortal Eric Masterson.
Sif ha aparecido en varias adaptaciones mediáticas de Thor. Jaimie Alexander interpreta al personaje en las películas del Marvel Cinematic Universe; Thor (2011), 
y sus secuelas Thor: The Dark World (2013) pero en Avengers: Infinity War (2018) fue sufrida por el chasquido y Thor: Love and Thunder (2022), en las series de televisión Agents of S.H.I.E.L.D. y un episodio de Loki (2021), y repitió el papel como una versión alternativa en la serie animada de Disney+, ¿Qué pasaría si...? (2021).

## Biografía ficticia del personaje

### Primeros años
Sif, la hermana de Heimdall, ha sido la compañera constante de Thor y Balder desde la infancia. Como la mayoría de los asgardianos, Sif nació con el pelo dorado. El suyo, sin embargo, se volvió negro después que Loki celosamente lo cortó y lo reemplazó con pelo encantado hecho por enanos. A temprana edad mostró gran destreza como guerrera y fue considerada la mejor guerrera en toda Asgard, sólo comparable con Brunilda. En un momento fue dada a la diosa de la muerte Hela por un gigante, a cambio de inmortalidad, pero Thor la salvó ofreciéndose a sí mismo en su lugar. Hela quedó tan impresionada que dejó irse a los dos.

### Vida como guerrera
Sif y Thor se separaron cuando él es desterrado de Asgard por su padre Odín y comienza una vida como superhéroe en la Tierra. Muchos años después, Thor se siente románticamente atraído por Jane Foster. Thor lleva a Jane a Asgard para casarse y se le concede inmortalidad, pero después de que no pasa la prueba final Odín la envía de vuelta a la Tierra, despojada de sus poderes recién adquiridos y sin recuerdos del evento. Odín entonces organiza un encuentro con Sif mientras Thor está luchando contra el súper fuerte monstruoso Desconocido, y los dos se enamoran de nuevo.
Reunida con Thor, Sif le acompaña a la batalla contra muchos de sus más formidables enemigos incluyendo Ulik, los Tres Encantadores, el Circo del Crimen, Demoledor, Mangog, Plutón, y Surtur. Sif es parte de la resistencia cuando Loki toma el control de Asgard. Después de que Hogun intenta un ataque físico, Sif se pone en la línea de fuego y convence a Loki de que si muere, tendría que matarla también. Loki se niega a matar a alguien en ese momento. Sif es una de los asgardianos que encuentran a Tana Nile, dando lugar a una serie de aventuras con ella en que los hace exiliar de Asgard por un tiempo, pero finalmente vuelven a casa. Sif descubre que Thor todavía siente algo por Jane Foster cuando ella lo encuentra en su cama de hospital después de que Jane ha sido gravemente herida. A pesar de esto Sif opta por salvar la vida de Jane combinando su fuerza vital con la suya. Sif hace esto en parte para tratar de entender la atracción de Thor a los mortales, especialmente con Jane Foster. Sif pronto se separa de Jane, y Jane es exiliada a una dimensión de bolsillo sólo accesible a través del bastón rúnico del Poseedor. Finalmente, Sif y Thor rescatan a Jane y la reúnen con su amor mortal, el Dr. Kevin Kincaid. Red Norvell, que se siente atraído a Sif, la rapta cuando obtiene el poder de Thor (gracias a Loki). Ella lo convence para volver y salvar a Asgard del Ragnarök. Más tarde rompe un empate de votos, permitiéndole a Thor volver a la Tierra.
Más tarde, el guerrero extraterrestre Beta Ray Bill viene a la defensa de la Tierra durante una guerra con Surtur y su ejército de demonios. En medio de la batalla Sif y Bill se sienten atraídos entre sí. Mientras tanto Lorelei le ha dado a Thor un elixir que le hace enamorarse de ella, y él está tan cegado por el hechizo que golpea a Sif con ira. Cuando la guerra terminó, Sif y Bill pasan algún tiempo en la Tierra explorando su atracción mutua antes de regresar a Asgard. Sif finalmente regresa y, finalmente, llega a perdonar a Thor, después de darse cuenta de que Lorelei era la culpable de su brutalidad. Sin embargo, le aclara a Balder que su amor por Bill es puramente platónico.
También desarrolla una relación romántica con otro mortal que ejerce el poder de Thor, Eric Masterson. A pesar de esto, Sif arriesga su vida para viajar al reino de Mefisto para liberar lo que parece ser el alma de Thor de una bolsa mística, prometiendo su lealtad a la entidad demoníaca. Ella es manipulada en un nuevo cambio de vestuario y es enviada para enfrentarse a Eric y Balder en la batalla, que la habían seguido su a voluntad, preocupados por el éxito de su misión. Eric y Sif finalmente parten reinos como amigos, pero él la deja con una chaqueta de cuero favorecida.

### El reino de Thor
Cuando Thor asume el trono de Asgard tras la muerte de Odín, él queda dividido entre sus deberes como rey y su deseo de alejar a los mortales de cualquier daño. Thor resuelve esto trayendo Asgard a la Tierra y remodelando el mundo a su imagen. Aunque sus intenciones son nobles, sigue un futuro de pesadilla como el reinado de Thor en la Tierra se vuelve tiránico. Sif, no dispuesta a seguir con esta nueva visión, es desterrada de Asgard. Thor finalmente se casa con la Encantadora y tiene un hijo, Magni. Como adulto buscando entender estos eventos, Magni encuentra a Sif, que influye en él para levantarse contra su padre, a pesar de que es evidente que ella todavía está enamorada de él. Tras la muerte de Magni en una batalla que involucra a Thor, Thor Girl y Desak, Thor ve el error de sus caminos, y viaja en el tiempo para deshacer lo que ha hecho.
Después de que la línea de tiempo se restablece Loki trae el Ragnarök a Asgard, durante el cual las fuerzas divinas rápidamente pierden terreno. Sif sobrevive a la primera oleada de pérdidas, pero personalmente pierde un brazo. Ella es rescatada por Brunilda, que más tarde muere a manos de Durok el Demoledor. Sif honra la muerte de Brunilda tomando su espada y liderando el Valkyrior en la batalla final. Sif cae en la batalla contra las fuerzas de Surtur, muriendo al lado de Volstagg. La totalidad de Asgard se termina poco después.

### Renacimiento
Thor regresa en el tiempo y restaura el panteón, comenzando con Heimdall. Después de resucitar al resto de los dioses, Donald Blake va a un hospital para tratar de encontrar a la renacida Sif. Después de pensar erróneamente que ella volvió a nacer en el antiguo amor de Donald Blake, Jane Foster, se va pensando que Sif no volverá. Sin embargo, después de esa escena, se revela que Sif renació en una anciana llamada Sra. Chambers, que sufre de lo que se piensa que es un cáncer terminal en el hospital. Loki la ha ocultado de las habilidades de Thor, dándole un espejo que le muestra a Sif su verdadera forma, pero no pudiendo dejar que nadie sepa quién es. Su huésped permanece en el hospital, luchando por su vida. El mismo Thor se preguntó qué pasaría con el espíritu de un asgardiano si su huésped muere.
Loki le revela más adelante a Thor lo que pasó con Sif y le aconseja encontrarla antes de que Loki regrese a su verdadera forma. Al enterarse de la verdad de la señora Chambers, Jane Foster llama a Donald Blake y le informa que ella ha encontrado a Sif, y Thor logra restaurarla. Con Sif resucitada, la señora Chambers muere. Sif se une a Thor en el exilio en Broxton, Oklahoma y se registra en el mismo hotel que Donald Blake con el nombre de Sylvan. Mientras está en Broxton, Sif lucha con el hecho de que su cuerpo fue poseído por Loki mientras ella estaba atrapada en el cuerpo de la señora Chambers y viene en ayuda de Bill Rayo Beta cuya nave, Skuttlebutt, ha sido invadida por extraterrestres infectados por virus. Sif es vista más tarde defendiendo Asgard durante el Asedio de Asgard y la Guerra de la Serpiente.

## Poderes y habilidades
Sif comparte poderes comunes entre todos los asgardianos incluyendo una enorme fuerza, durabilidad y longevidad (a través del consumo de la manzana dorada). También es experta en combate cuerpo a cuerpo y competente en el uso de arma blanca.
En las primeras apariciones, Sif también poseía la habilidad innata de teletransportarse a sí misma y a los demás de la Tierra a Asgard. Pero en algún momento, Sif comenzó a confiar en su espada encantada, que la podía teletransportar a otros destinos además de la Tierra y Asgard, para transporte. Sin embargo, durante La Reinante, después de que Thor fallase al resucitar realmente una niña, Sif era una vez más capaz de teletransportarse a sí misma y Thor lejos sin el uso de la espada.

## Otras versiones

### Earth X
En Earth X, los asgardianos eran en realidad los extraterrestres que fueron manipulados por los Celestiales creyendo que eran los dioses nórdicos. Cuando la mentira se reveló, "Sif" y los asgardianos brevemente vuelven a tomar forma extraña, pero más tarde regresaron a sus formas asgardianas.

### Guardianes de la Galaxia
En Guardianes de la Galaxia, por el siglo 31 Thor y Sif tienen un hijo juntos llamado Woden Thorson.

### MC2
Sif tiene una versión alternativa, más anciana de sí misma que viven en MC2. Sin embargo, tuvo que huir de su casa en el mundo de Asgard, cuando el devorador de planetas Galactus llegó a devorar su hogar, como se ha visto en la miniserie Last Planet Standing.

### Mutant X
En Mutant X, Sif era uno de los muchos que lucharon contra Beyonder y murieron.

## En otros medios

### Películas

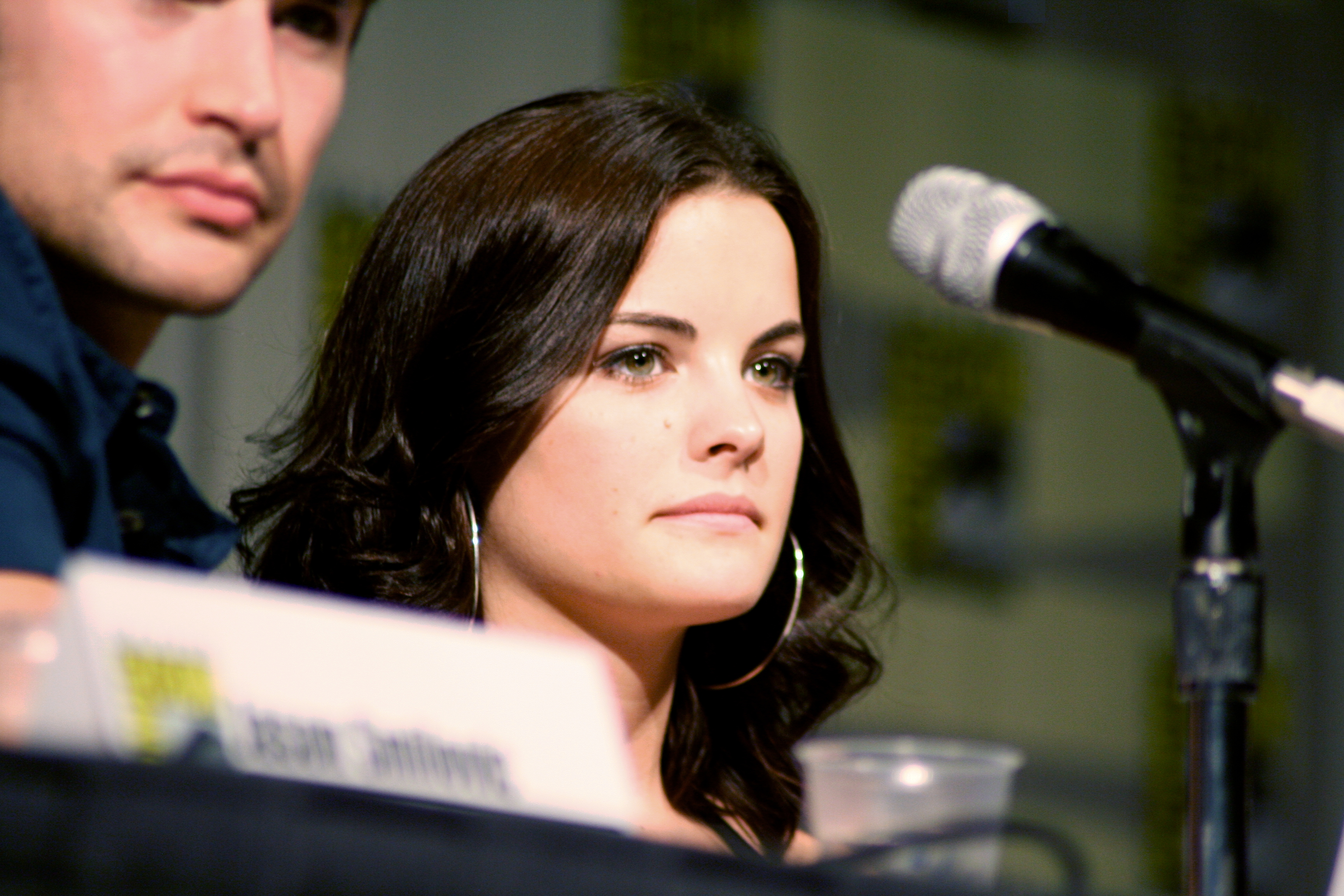
Jaimie Alexander interpreta a Sif en Thor y Thor: The Dark World.

- Sif aparece en la película animada directa a video Hulk vs. Thor con la voz de Grey DeLisle. Es tomada por Thor para defender a Odín durante su Sueño de Odín, mientras que Thor pelea contra Hulk.[44]
- Sif también aparece en la película de animación de Marvel Thor: Tales of Asgard, con la voz de Tara Strong.[45]
- Sif es interpretada por la actriz Jaimie Alexander en el universo cinematográfico de Marvel:
  - En la película de 2011 Thor.[46] A diferencia del cómic, Sif parece haberse criado toda su vida junto a Thor y los demás, incluyendo el tiempo que duró su entrenamiento como guerrera, sin embargo la mayor diferencia es que la relación entre ella y Thor se limita a una amistad fraternal.
  - Jaimie Alexander repite su papel en Thor: The Dark World (2013).
  - Sif está ausente de la tercera película, Thor: Ragnarok debido a que Alexander está ocupada actuando en Blindspot, y ella no es mencionada. El productor de Marvel, Kevin Feige ha declarado que, debido a su ausencia, ella sigue viva, ya que los miembros de los Tres Guerreros son asesinados durante los eventos de la película.[47] En una secuencia donde los actores de Asgard realizan una obra basada en los eventos de The Dark World, la actriz que retrata a Sif es Charlotte Nicdao.[48]
  - Aunque ella no hace acto de presencia, el codirector de Avengers: Infinity War, Joe Russo, confirmó que Sif estaba entre los desintegrados por Thanos al final de la película.[49]
  - En Avengers: Endgame, Sif es resucitada por Hulk al usar el Guantelete diseñado por Stark pero no aparece en persona.
  - Jaimie Alexander volverá a interpretar al personaje en Thor: Love and Thunder (2022), luego de su ausencia en Thor: Ragnarok (2017),[50] en el que lucha contra Gorr, solo para perder un brazo y enviar una señal de socorro a Thor. Después de que Thor derrota a Gorr, Sif se instala en New Asgard para entrenar a sus jóvenes guerreros.

### Televisión
- Sif aparece en El escuadrón de superhéroes episodio "¡Oh Hermano!", con la voz de Tricia Helfer.[51] Ella atrapa a Thor, Wolverine, Reptil, y Halcón para ayudarla a detener el ejército de Loki.
- Sif aparece en The Avengers: Earth's Mightiest Heroes episodios "Thor el Poderoso", "La Caída de Asgard", y "Un día distinto a los demás", y tiene la voz de Nika Futterman.[45]
- Sif aparece en la primera temporada de Agents of S.H.I.E.L.D. interpretada por Jaimie Alexander. En el episodio "Yes, Men"; el equipo del agente Phil Coulson forma una alianza con Sif, para capturar a una peligrosa asgardiana llamada Lorelei, que usa su poder de encanto con los hombres para obtener lo que quiera. También aparece en la segunda temporada, en el episodio "Who You Really Are"; cuando ella pierde la memoria al pelear con un guerrero alienígena y Coulson y su equipo la ayudarán a recuperar su memoria.
- Jaimie Alexander repite su papel como Sif en la serie acción en vivo de Marvel Cinematic Universe, Loki. Ella aparece en el episodio "The Nexus Event".[52]

### Videojuegos
- Sif hace una aparición como personaje no jugable en Marvel: Ultimate Alliance, con la voz de Adrienne Barbeau.[45]
- Sif aparece en Thor: God of Thunder, con la voz de Jaimie Alexander basado en la película Thor.[53]
- Sif aparece como un personaje jugable en Marvel Future Fight.
- Sif es un personaje jugable en el juego de Facebook Marvel: Avengers Alliance.
- Sif aparece en Marvel Heroes, con la voz de Amy Pemberton.[54]
- Sif aparece como un personaje jugable DLC en Lego Marvel Super Heroes, con la voz de Tara Strong.
- Sif aparece en Thor: The Dark World, con la voz de Sarah Natochenny.[45]
- Sif es un personaje jugable en Marvel Avengers Alliance Tactics.
- Sif es un personaje jugable en Lego Marvel's Avengers, con la voz de Mary Elizabeth McGlynn.[55]
- Sif es un personaje jugable en Marvel Avengers Academy.[56]